# (35852) 1999 JD63
1999 JD63 (asteroide 35852) é um asteroide da cintura principal. Possui uma excentricidade de 0.05728900 e uma inclinação de 6.15121º.
Este asteroide foi descoberto no dia 10 de maio de 1999 por LINEAR em Socorro.